# طريق ترايانا نوفا

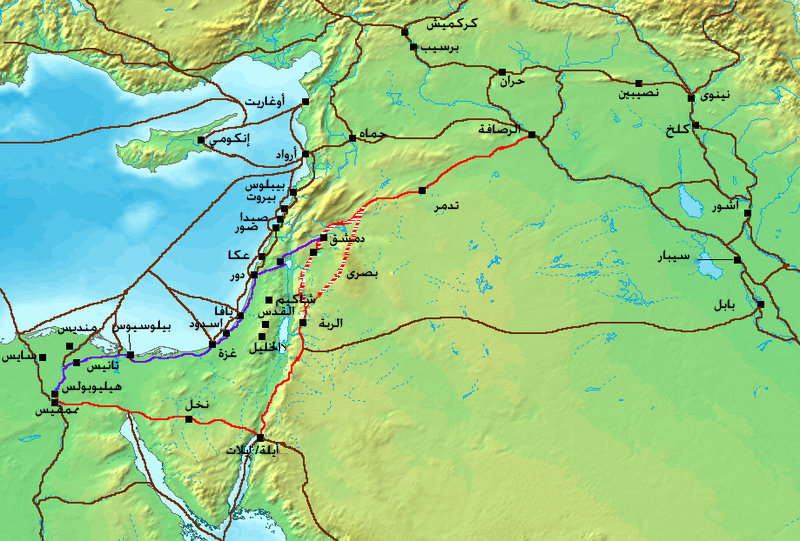
طريق ماريس (اللون الأرجواني)، وطريق الملك (الأحمر)، وغيرها من الطرق التجارية الشرقية القديمة، 1300 قبل الميلاد.

طريق ترايانا نوفا أو (فيا ترايانا نوفا) (بالإنجليزية: Via Traiana Nova)‏ (المعروف سابقاً باسم فيا ريجيا (بالإنجليزية: Via Regia)‏) هو عبارة عن طريق روماني قديم بناه الإمبراطور تراجان في مقاطعة العربية البترائية من العقبة على البحر الأحمر إلى بصرى. كان يعرف على وجه التحديد باسم فيا تريانا نوفا من أجل تمييزه عن طريق فيا تريانا في إيطاليا. ويشار إليه أحيانًا ببساطة باسم «فيا نوفا» أو «فيا نوفا ترايانا». بدأ تشييده بعد فترة قصيرة من ضم الجزيرة العربية تحت إشراف الحاكم غايوس كلاوديوس سيفيروس، وتم استكماله تحت حكم هادريان.